# Locales calientes (álbum)
Locales Calientes es el décimo disco editado y séptimo álbum de estudio del grupo de rock Guasones editado en 2014.

## Lanzamiento
Fue lanzado el 24 de junio de 2014. Contiene 12 canciones 11 canciones propias y un cover de Pappo. La producción del disco estuvo a cargo de Jimmy Rip. El disco fue prensetado en sociedad en El polideportivo de GELP y en la Ciudad de Buenos Aires con dos fechas en el teatro Vorterix.

## Lista de canciones
1. Pobre tipo
2. Una razón
3. Locales calientes
4. Infierno blanco
5. Tan distintos (feat. M Clan)
6. La sangre de Dios
7. Extraña sensación
8. Pequeños ojos
9. Vos
10. Necesito
11. Mi última canción
12. Dr. Tazo

## Músicos
- Facundo Soto (voz y guitarra acústica)
- Maximiliano Timczyszyn (1° guitarra)
- Esteban Monti (bajo)
- Damián "Starsky" Celedón (baterías)
- Matias Sorokin (2° guitarra)